# إليانور آن أورميرود
إليانور آن أورميرود (11 مايو 1828 - 19 يوليو 1901) كانت عالمة حشرات إنجليزية رائدة. بناءً على دراستها في الزراعة، أصبحت من أوائل الذين بحثوا في مجال علم الحشرات الزراعي. نشرت سلسلة من المقالات المؤثرة عن الحشرات والآفات المفيدة في مجلة Gardeners' Chronicle والجريدة الزراعية إلى جانب التقارير السنوية من عام 1877 إلى عام 1900. أنتجت هذه التقارير السنوية من خلال تلخيص المعلومات التي قدمتها شبكة مراسليها من جميع أنحاء بريطانيا. تنتمي إلى طبقة النبلاء، وعملت كعالمة حشرات استشارية فخرية مع الجمعية الزراعية الملكية في إنجلترا ولم تحصل على أي أجر مقابل أي من عملها. كما روجت لاستخدام أخضر باريس كمبيد حشري ودعت إلى إبادة عصفور المنزل.

## الحياة الشخصية
كانت إليانور ابنة سارة وجورج أورميرود، مؤلف كتاب تاريخ شيشاير، ولدت في سيدبيري بارك، جلوسيسترشاير. منذ طفولتها المبكرة كانت الحشرات محل اهتمامها وأتيحت لها فرص كبيرة لدراستها في العقار الكبير الذي نشأت فيه. بينما ذهب إخوتها إلى مدرسة رجبي، ودرسوا على يد توماس أرنولد، تلقت تعليمها في المنزل على يد والدتها. لقد اهتمت بالحشرات، الأمر الذي أصبح أكثر جدية في 12 مارس 1852 عندما قادتها حشرة نادرة إلى دليل ستيفن للخنافس البريطانية. حصلت على مجهر بيليشر حوالي عام 1863 وبدأت في إجراء ملاحظات أكثر دقة. درست الزراعة بشكل عام وأصبحت مسؤولة عنها. عندما بدأت الجمعية البستانية الملكية، في عام 1868، في تشكيل مجموعة من الآفات الحشرية للمزرعة لأغراض عملية، ساهمت أورميرود بشكل كبير في ذلك، وحصلت على وسام فلورا من الجمعية.
في عام 1877 نشرت كتيبًا بعنوان (استنتاجات من الملاحظات حول الحشرات الضارة)، وهو عبارة عن استبيان تم توزيعه على الأشخاص المهتمين، والذين بدورهم أرسلوا نتائج أبحاثهم، ما أدى إلى سلسلة من التقارير السنوية عن الحشرات الضارة وآفات المزرعة. انتخبت لعضوية جمعية الحشرات في لندن عام 1878. وفي عام 1881، نشرت أورميرود تقريرًا خاصًا عن ذبابة اللفت، وفي عام 1882 عُينت مستشارة حشرات في الجمعية الزراعية الملكية، وهو المنصب الذي شغلته حتى عام 1892. كانت لعدة سنوات محاضرة في علم الحشرات العلمي في الكلية الزراعية الملكية، سيرنسيستر.
ولم تقتصر شهرتها على إنجلترا؛ حصلت على ميداليات فضية وذهبية من جامعة موسكو لنماذجها من الحشرات الضارة بالنباتات، وأظهرت أطروحتها عن الحشرات الضارة في جنوب أفريقيا مدى اتساع نطاقها. في عام 1899، حصلت على الميدالية الفضية من الجمعية الوطنية للتأقلم في فرنسا.
استشهد بأعمالها في التاريخ الطبيعي على نطاق واسع وأجرت تجارب شجاعة:
ولاختبار التأثير شخصيًا، قامت الآنسة أورميرود بالضغط على جزء من ظهر وذيل سمندل الحي بين أسنانها. كان التأثير الأول عبارة عن شعور قابض مرير في الفم، مع تهيج الجزء العلوي من الحلق، وخدر الأسنان الممسكة بالحيوان، وفي حوالي دقيقة واحدة من أول لمسة لسمندل الماء جرى تدفق قوي من اللعاب. وكان هذا مصحوبًا برغوة كثيرة وتشنجات شديدة، مقتصرة تمامًا على الفم نفسه. أعقب التجربة مباشرة صداع يستمر لعدة ساعات، وانزعاج عام في الجهاز، وبعد نصف ساعة من نوبات ارتعاش طفيفة.
— غادوف، 1909